# Cortodera neali
Cortodera neali là một loài bọ cánh cứng trong họ Cerambycidae.